# 小行星8310
小行星8310（英語：8310 Seelos）是一颗围绕太阳公转的小行星。1996年8月9日，近地小行星追踪在茂宜岛发现了此天体。
这颗小行星的绝对星等为311.1438069690123等。